# Liste des monuments historiques protégés en 1899
Cet article recense les monuments historiques français classés en 1899.

## Protections
| Édifice                                                   | Commune                     | Département       | Région                     | Protection | Base Mérimée                         | Coordonnées                        | Image |
| --------------------------------------------------------- | --------------------------- | ----------------- | -------------------------- | ---------- | ------------------------------------ | ---------------------------------- | ----- |
| Château de Saint-Denis-en-Bugey                           | Saint-Denis-en-Bugey        | Ain               | Auvergne-Rhône-Alpes       | classé     | « PA00116547 », notice no PA00116547 | 45° 56′ 56″ nord, 5° 19′ 25″ est   |       |
| Polissoirs de la Pointe des Roches                        | Berzy-le-Sec                | Aisne             | Hauts-de-France            | classé     | « PA00115530 », notice no PA00115530 | 49° 19′ 02″ nord, 3° 17′ 48″ est   |       |
| Abbaye de Moutier-d'Ahun                                  | Moutier-d'Ahun              | Creuse            | Nouvelle-Aquitaine         | classé     | « PA00100114 », notice no PA00100114 | 46° 05′ 59″ nord, 2° 03′ 47″ est   |       |
| Chapelle du Cheylat de Saint-Geniès                       | Saint-Geniès                | Dordogne          | Nouvelle-Aquitaine         | classé     | « PA00082836 », notice no PA00082836 | 44° 59′ 42″ nord, 1° 14′ 40″ est   |       |
| Polissoirs du Bois de la Briche                           | Souzy-la-Briche             | Essonne           | Île-de-France              | classé     | « PA00088021 », notice no PA00088021 | 48° 31′ 37″ nord, 2° 09′ 16″ est   |       |
| Polissoirs du Bois de la Guigneraie                       | Souzy-la-Briche             | Essonne           | Île-de-France              | classé     | « PA00088022 », notice no PA00088022 | 48° 31′ 37″ nord, 2° 09′ 16″ est   |       |
| Polissoir du Bois de la Charmille                         | Villeconin                  | Essonne           | Île-de-France              | classé     | « PA00088038 », notice no PA00088038 | 48° 30′ 07″ nord, 2° 07′ 41″ est   |       |
| Remparts de la Ville Close de Concarneau                  | Concarneau                  | Finistère         | Bretagne                   | classé     | « PA00089895 », notice no PA00089895 | 47° 53′ 48″ nord, 3° 54′ 26″ ouest |       |
| Grand Théâtre (Bordeaux)                                  | Bordeaux                    | Gironde           | Nouvelle-Aquitaine         | classé     | « PA00083188 », notice no PA00083188 | 44° 51′ 26″ nord, 0° 34′ 25″ ouest |       |
| Lanterne des Morts d'Oradour-Saint-Genest                 | Oradour-Saint-Genest        | Haute-Vienne      | Nouvelle-Aquitaine         | classé     | « PA00100406 », notice no PA00100406 | 46° 14′ 33″ nord, 1° 01′ 11″ est   |       |
| Dolmen de Kermarquer                                      | La Trinité-sur-Mer          | Morbihan          | Bretagne                   | classé     | « PA00091769 », notice no PA00091769 | 47° 35′ 27″ nord, 3° 02′ 13″ ouest |       |
| Regard des Maussins                                       | 19e arrondissement de Paris | Paris             | Île-de-France              | classé     | « PA00086776 », notice no PA00086776 | 48° 53′ 13″ nord, 2° 23′ 05″ est   |       |
| Regard du Bernage                                         | 19e arrondissement de Paris | Paris             | Île-de-France              | classé     | « PA00086772 », notice no PA00086772 | 48° 53′ 13″ nord, 2° 23′ 05″ est   |       |
| Hôtel Scipion                                             | 5e arrondissement de Paris  | Paris             | Île-de-France              | classé     | « PA00088437 », notice no PA00088437 | 48° 50′ 40″ nord, 2° 20′ 59″ est   |       |
| Cathédrale Saint-Jean-Baptiste de Saint-Jean-de-Maurienne | Saint-Jean-de-Maurienne     | Savoie            | Auvergne-Rhône-Alpes       | classé     | « PA00118297 », notice no PA00118297 | 45° 16′ 17″ nord, 6° 20′ 44″ est   |       |
| Église Saint-Martin de Moisenay                           | Moisenay                    | Seine-Maritime    | Île-de-France              | classé     | « PA00087107 », notice no PA00087107 | 48° 33′ 52″ nord, 2° 44′ 28″ est   |       |
| Fontaine du Pré-Saint-Gervais                             | Le Pré-Saint-Gervais        | Seine-Saint-Denis | Île-de-France              | classé     | « PA00079946 », notice no PA00079946 | 48° 53′ 05″ nord, 2° 24′ 20″ est   |       |
| Regard du Trou-Morin                                      | Le Pré-Saint-Gervais        | Seine-Saint-Denis | Île-de-France              | classé     | « PA00079947 », notice no PA00079947 | 48° 53′ 05″ nord, 2° 24′ 20″ est   |       |
| Grès de Saint-Martin                                      | Assevillers                 | Somme             | Hauts-de-France            | classé     | « PA00116082 », notice no PA00116082 | 49° 53′ 54″ nord, 2° 50′ 30″ est   |       |
| Église Notre-Dame-du-Bourg de Rabastens                   | Rabastens                   | Tarn              | Occitanie                  | classé     | « PA00095621 », notice no PA00095621 | 43° 50′ 54″ nord, 1° 42′ 54″ est   |       |
| Église Saint-Symphorien de Caumont-sur-Durance            | Caumont-sur-Durance         | Vaucluse          | Provence-Alpes-Côte d'Azur | classé     | « PA00082017 », notice no PA00082017 | 43° 53′ 29″ nord, 4° 57′ 23″ est   |       |
| Église Saint-Brice d'Isches                               | Isches                      | Vosges            | Grand Est                  | classé     | « PA00107188 », notice no PA00107188 | 48° 01′ 03″ nord, 5° 49′ 15″ est   |       |
| Église Notre-Dame de Relanges                             | Relanges                    | Vosges            | Grand Est                  | classé     | « PA00107252 », notice no PA00107252 | 48° 06′ 42″ nord, 6° 00′ 59″ est   |       |